# Либерачи
Либерачи (на английски: Wladziu Valentino Liberace) е известен американски пианист и вокалист. В периода 1950 – 1970 година е най-добре платеният човек в шоубизнеса в света. Той свири на концерти, телевизионни предавания, филми и реклами. Средствата му позволяват разкошен и разточителен живот както на сцената, така и извън нея.
Започва да свири на пиано на 4-годишна възраст. През 1930-те прави дебюта си на сцената, свирейки класическа музика със симфоничния оркестър на Чикаго. След 1942 година неговите интереси постепенно се местят към поп музиката и развлекателните жанрове. Около 1955 година той прави около $50 000 на седмица в Лас Вегас (това е огромна сума за това време, средният годишен доход е $4000). Годишният му доход надхвърля $1 000 000.
Последните му представления са в края на 1986 година. Той умира на 4 февруари 1987 година от пневмония, предизвикана от СПИН.
През 2013 г. е направен филм за част от живота на Либерачи, представяйки личния му живот. Драматичният филм се казва „Зад свещника: Моят живот с Либерачи“, като режисьор е Стивън Содърбърг, а в ролята на Либерачи е Майкъл Дъглас.